# Alaa Ali
Alaa Ali (tiếng Ả Rập: علاء علي; sinh ngày 28 tháng 1 năm 1988)  là một cầu thủ bóng đá người Ai Cập thi đấu ở vị trí tiền vệ tấn công cho Smouha và anh là sản phẩm của học viện trẻ Zamalek. Alaa Ali trở thành một trong những cầu thủ xuất sắc nhất ở Zamalek thi đấu ở cánh trái và tiền vệ tấn công, và anh được biết đến với những cú sút chân trái đầy uy lực.